# Frans Leenen
Frans Leenen (Sint-Truiden, 25 mei 1919 - Sint-Truiden, 11 februari 2006) was een Belgisch wielrenner. Zijn carrière als beroepsrenner, waarin hij vijf overwinningen boekte, duurde van 1945 tot 1955. 
Hij is vooral bekend omwille van de klassieker Parijs-Roubaix uit 1949, toen hij deel uitmaakte van de kopgroep, samen met André Mahé (Frankrijk) en Jesus Mujica (Spanje), die op 1 km voor de finish een verkeerde weg werd opgestuurd. Daardoor kwam de Italiaan Serse Coppi (de broer van Fausto Coppi), die de spurt van het tweede groepje won vóór Georges Martin (België), als eerste over de streep. Na protest werden Serse Coppi en André Mahe samen tot winnaar uitgeroepen vóór Leenen, Mujica en Martin die ook ex aequo werden geplaatst.

## Resultaten in voornaamste wedstrijden
| Jaar | Gent-Wevelgem | Ronde van Vlaanderen | Parijs-Roubaix | Luik-Bast.‑Luik | Parijs-Brussel | Omloop Het Volk |
| ---- | ------------- | -------------------- | -------------- | --------------- | -------------- | --------------- |
| 1948 | 26e           |                      |                | 6e              | 57e            | 5e              |
| 1949 |               | 23e                  | ↑              |                 | 33e            | Zilver          |
| 1950 |               |                      |                |                 |                | 16e             |
| 1951 |               | 24e                  | 46e            |                 | 51e            | 40e             |
| 1952 |               |                      |                |                 |                | 18e             |
| 1954 |               |                      |                |                 | 61e            |                 |